# Grana (Włochy)
Grana – miejscowość i gmina we Włoszech, w regionie Piemont, w prowincji Asti.
Według danych na styczeń 2009 gminę zamieszkiwało 616 osób przy gęstości zaludnienia 102,2 os./1 km².